# Manuel Nunes Gabriel
Manuel Nunes Gabriel (Fundada, 20 de dezembro de 1912 — Portalegre, 20 de outubro de 1996) foi um prelado católico português, arcebispo de Luanda.

## Biografia
Nunes Gabriel frequentou o seminário de Cucujães, tendo chegado a Luanda em 1933, clérigo minorista, com o curso do seminário completo. Foi ordenado padre na Sé Catedral de Luanda em 7 de julho de 1935. Trabalhou na Cúria arquidiocesana e desempenhou o cargo de reitor do Seminário de Luanda até 5 de dezembro de 1957, data em que foi nomeado bispo da recém erigida Diocese de Malanje pelo Papa Pio XII.
O núncio apostólico de Portugal, Fernando Cento, concedeu-lhe a ordenação episcopal em 21 de dezembro de 1957 na Catedral de Luanda, tendo como co-sagrantes a Moisés Alves de Pinho, C.S.Sp., arcebispo de Luanda, e Daniel Gomes Junqueira, C.S.Sp., bispo de Nova Lisboa. Em 13 de fevereiro de 1962, o Papa João XXIII o nomeou como arcebispo-coadjutor de Luanda, com a sé titular de Metímna. Entre 1962 e 1965 participou da primeira e da última sessão do Concílio Vaticano II.
Após a renúncia por idade de Moisés Alves de Pinho, em 17 de novembro de 1966, Nunes Gabriel o sucedeu como arcebispo no mesmo dia. Foi, também, administrador apostólico da Diocese de São Tomé desde 1966 até 1980. Durante a sua prelazia, alcançou-se o clímax dos esforços de independência de Angola contra o domínio colonial português. A Igreja Católica se opôs ao movimento de independência comunista MPLA, que se tornaria o partido mais importante do país após a independência.
Em 19 de dezembro de 1975, um mês após a independência de Angola, Manuel Nunes Gabriel renunciou ao cargo. Após alguns anos de trabalho na Diocese de Portalegre e Castelo Branco, em que se dedicou também à elaboração e publicação de obras de índole histórica sobre a Igreja em Angola. Regressou como simples missionário, desembarcando em Luanda em 1986 e servindo como capelão num dos hospitais da cidade.
Após alguns anos de trabalho em Luanda, especialmente com os doentes do hospital central, regressou a Portugal muito doente. Passou os últimos anos no Seminário de Portalegre e faleceu, em Portalegre, em 20 de outubro de 1996. Em 30 de novembro de 2013, seus restos transladados foram sepultados na Catedral de Malanje, com missa celebrada pelo Arcebispo do Saurimo, José Manuel Imbamba e contando com a presença popular e de diversas autoridades.

## Obras
Nunes Gabriel deixou várias obras escritas, dentre as quais:
- A escola portuguesa na missão de Angola (1968)
- Angola:cinco séculos de cristianismo (1978)
- D. Moisés Alves de Pinho e os Bispos de Congo e Angola (1980)
- Padrões da fé:igrejas antigas de Angola (1981)
- A diocese de Malanje (1982)
- Caconda:berço da evangelização no planalto central de Angola (1991)
- D. Afonso I, Rei do Congo:Um missionário leigo do século XVI (1991)
- Os Jesuítas na primeira evangelização de Angola (1993)